# کواتوردیو
کواتوردیو (به ایتالیایی: Quattordio) یک کومونه در ایتالیا است که در استان آلساندریا واقع شده‌است.

## خصوصیات
کواتوردیو ۱۷٫۸ کیلومترمربع مساحت و ۱٬۷۰۴ نفر جمعیت دارد و ۱۳۵ متر بالاتر از سطح دریا واقع شده‌است.